# Anna Moroni
Anna Urbani, coniugata Moroni (Roma, 27 febbraio 1939), è una cuoca, personaggio televisivo e scrittrice italiana.

## Biografia
Diplomata ragioniera, prima di dedicarsi alla gastronomia è stata interprete presso l'ambasciata d'Australia a Roma. È diventata nota soprattutto per aver preso parte, dal 2002 al 2018, alla trasmissione televisiva La prova del cuoco in diretta su Raiuno, dove presentava una rubrica di alcuni minuti nella quale offriva lezioni di cucina ad Antonella Clerici; entrambe lasciarono il programma il 1º giugno 2018. Ha inoltre pubblicato libri di ricette, alcuni dei quali scritti a quattro mani con la stessa Clerici.

## Televisione
- Vivere Bene (Canale 5, 1998)
- La prova del cuoco (Rai 1, 2002-2018)
- Ricette all'italiana (Rete 4, 2018-2021)
- È sempre mezzogiorno (Rai 1, 2021) ospite per una settimana
- Senti che fame! - Nonna pensaci tu (Food Network, 2022)

## Opere
- Oggi cucini tu, con Antonella Clerici (Milano, Mondadori, collana Comefare, 2004)
- Oggi cucini tu. Vol. 2, con Antonella Clerici, (Milano, Mondadori, collana Comefare, 2005)
- Oggi cucini tu. Vol. 3, con Antonella Clerici (Milano, Mondadori, collana Comefare, 2006)
- Le ricette d'oro della "Prova del Cuoco", con Antonella Clerici (Milano, Mondadori, 2007)
- Scuola di cucina, con Antonella Clerici (Milano, Mondadori, 2008)
- Il mio libro di cucina (Milano, Rizzoli, 2011)
- La Cucina Tricolore sciuè sciuè, con Rossana Del Santo (Milano, Rizzoli, 2013)